# Peco Bauwens
Pour les articles homonymes, voir Bauwens.
Peter Joseph Bauwens dit Peco Bauwens, né le 24 décembre 1886 à Cologne et mort le 24 novembre 1963, était un footballeur, arbitre et dirigeant allemand.

## Biographie
À partir du semestre d'été 1907 jusqu'en 1913 (ou 1914), il étudie le droit. Pendant son séjour à Bonn, il devient membre du Corps Saxonia Bonn, une association d'étudiants battante et portant des couleurs au sein du Kösener Senioren-Convents-Verband (KSCV). 
Peco Bauwens travailla dans l'industrie de la construction. Son entreprise fut liée au Troisième Reich. Marié en 1920 à Elizabeth Gidion, une femme juive de Cologne, il fut affilié à la NSDAP mais il était suspecté et exclu car sa femme étant juive, il ne répond pas aux directives du parti. Dans un contexte de répression des juifs, elle se suicida le 16 avril 1940.
Il fut membre du comité exécutif de la FIFA entre 1932 et 1942, puis président de la Fédération allemande de football de 1950 à 1962.

## Carrière de joueur
Peco Bauwens, dans les années 1900 et 1910, fut footballeur. Il joua à Cologne en 1904. De plus, il fut un international allemand à une seule occasion, le 16 mai 1910, contre la Belgique. Il fut remplacé à la 55e minute, et connut une défaite (0-3). Il n'inscrivit aucun but.

## Carrière d'arbitre
Peco Bauwens débuta en 1922 l'arbitrage et devint arbitre international dès 1932. Il arrêta en 1943. Il a officié dans des compétitions majeures :
- Coupe d'Allemagne de football 1921-1922 (finale)
- Coupe Baltique 1929
- JO 1936 (finale)